# Albern, Trg
Albern je naselje v Občini Trg v Okraju Trg na Koroškem v Avstriji.